# Паскал Обиспо
Паскал Обиспо (на френски: Pascal Obispo) е френски певец-композитор. Роден e на 8 януари 1965 г. в Бержрак, Дордон, Франция. Кариерата си започва през 1980 г. и през 1992 г. голям успех му носи песента със заглавие „Повече от всичко в света“ (Plus que tout au monde). Освен успех в кариерата си като певец, той има заслуги и за успеха на други певци като Флоран Пани, Джони Холидей, Зази, Марк Лавоан и Патрисия Каас. Той е с баски и арменски произход.
Паскал Обиспо се ангажира и в хуманитарни мероприятия, особено в услуга на борбата срещу СПИН. През 2018 година е в журито на музикалното предаване Гласът на Франция.